# Сперижье
Сперижье (бел. Спярыжжа) — упразднённая деревня в Чемерисском сельсовете Брагинского района Гомельской области Беларуси.

## География

### Расположение
В 9 км на юг от Брагина, 30 км от железнодорожной станции Хойники (на ветке Василевичи — Хойники от линии Калинковичи — Гомель), 139 км от Гомеля.

### Гидрография
Река Брагинка.

## Транспортная сеть
Рядом автодорога Комарин — Хойники.
Планировка состоит из короткой прямолинейной улицы, близкой к меридиональной ориентации, к которой с востока под острым углом присоединяется короткая прямолинейная улица. На юге обособлено размещена чуть изогнутая улица, ориентированная с юго-востока на северо-запад. Застройка деревянными домами усадебного типа.

## История
Обнаруженные в XIX веке археологические памятники свидетельствуют про деятельность человека в этих местах с давних времён. По письменным источникам известна с XVI века, когда деревня Спариж в составе Брагинской волости принадлежала Вишневецким, а во 2-й половине XVII века перешла к Конецпольским. После 2-го раздела Речи Посполитой (1793 год) в составе Российской империи. Согласно переписи 1897 года находились: часовня, школа грамоты, 2 ветряные мельницы, лавка, в Брагинской волости Речицкого повета Минской губернии.
С 8 декабря 1926 года по 1987 год центр Сперижского сельсовета Брагинского района Речицкого и с 9 июня 1927 года Гомельского (с 26 июля 1930 года) округов, с 20 февраля 1938 года Полесской, с 8 января 1954 года Гомельской областей. Действовала школа.
В 1930 году организован колхоз «Сперижье», работали кузница и шерстечесальня. Во время Великой Отечественной войны на фронтах и в партизанской борьбе погиб 91 местный житель. В память о погибших в 1970 году возведён памятник — скульптура женщины с пальмовой ветвью. В 1959 году в составе колхоза «Заветы Ленина» (центр — деревня Ясени).
Рядом есть месторождение торфа.
В состав Сперижского сельсовета в 1938 году входил ныне не существующий посёлок Репище.
До 18 марта 2005 года в Сперижском сельсовете, затем переименован в Дублинский сельсовет. До 31 октября 2006 года в составе Дублинского сельсовета.
20 августа 2008 года деревня упразднена.

## Население
После катастрофы на Чернобыльской АЭС и радиационного загрязнения часть жителей (125 семей) в 1986 году переселились в чистые места.

### Численность
- 2010 год — жителей нет

### Динамика
- 1850 год — 28 дворов
- 1897 год — 73 двора, 483 жителя (согласно переписи)
- 1908 год — 88 дворов, 570 жителей
- 1959 год — 594 жителя (согласно переписи)
- 1986 год — жители (125 семей) переселены
- 2004 год — 4 хозяйства, 8 жителей

## Известные уроженцы
- Игнатенко Василий Иванович (1961-1986), Герой Украины, командир отделения военизированной пожарной части № 6 (ВПЧ-6) г. Припять, ликвидатор последствий аварии на Чернобыльской АЭС